# Entre (álbum de Kamau)
"...Entre..." é o primeiro extended play do rapper paulistano Kamau. Lançado em 21 de junho 2012 pelo selo independente Plano Áudio. O EP contém 14 faixas, sendo 2 remixes das faixas "Só" e "Resistência", ambas do seu primeiro álbum de estúdio Non Ducor Duco, e uma releitura da música "Pretin" da Flora Matos. O EP conta com as participações do poeta e escritor Emerson Alcalde, Tulipa Ruiz, Rael e, da rapper americana, Invincible, além das vozes adicionais de Srta Paola e Di Ferrero.

## Faixas
| N.º            | Título                                    | Letras                 | Produtores         | Duração |  |
| 1.             | "(Interna) Mente"                         | Emerson Alcalde        | Kamau, André Maini | 1:16    |  |
| 2.             | "Entre"                                   | Kamau                  | Renan Samam        | 3:23    |  |
| 3.             | "Eu vou"                                  | Kamau                  | Kamau, André Maini | 3:05    |  |
| 4.             | "Música de Trabalho"                      | Kamau                  | Renan Samam, Kamau | 3:28    |  |
| 5.             | "(Acorde)"                                | Emerson Alcalde        | Renan Samam        | 0:43    |  |
| 6.             | "21/12"                                   | Kamau                  | Renan Samam        | 3:36    |  |
| 7.             | "Por Onde Andei"                          | Kamau                  | Korede             | 2:15    |  |
| 8.             | "(Eu quero) Mais"                         | Kamau                  | Renan Samam, Kamau | 4:19    |  |
| 9.             | "Lágrimas do Palhaço (part. Tulipa Ruiz)" | Kamau                  | Renan Samam        | 3:54    |  |
| 10.            | "Hora de Partir (Eterna) Mente"           | Kamau, Emerson Alcalde | Kamau, André Maini | 2:26    |  |
| 11.            | "Ciclo"                                   | Kamau                  | Thew Franklim      | 2:56    |  |
| 12.            | "Resistência (Remix) (part. Invincible)"  | Kamau, Invincible      | Renan Samam        | 3:32    |  |
| 13.            | "Pretinha (part. Rael)"                   | Kamau                  | StereoDubs         | 3:36    |  |
| 14.            | "Só (Remix)"                              | Kamau                  | Nave Beatz         | 3:18    |  |
| Duração total: | Duração total:                            | Duração total:         | Duração total:     | 1h      |  |